# Heterogenella transgressoris
Heterogenella transgressoris är en tvåvingeart som beskrevs av Jaschhof 1997. Heterogenella transgressoris ingår i släktet Heterogenella och familjen gallmyggor. Arten har ej påträffats i Sverige. Inga underarter finns listade i Catalogue of Life.